# Dirce Camargo
Dirce Navarro de Camargo (Jaú, 1913 - São Paulo — 20 de abril de 2013) foi uma empresária brasileira, viúva do empresário Sebastião Camargo, que morreu em 1994. Dirce controlava o Grupo Camargo Corrêa (atual Mover Participações), fundada em 1939 por Sebastião Camargo e atualmente é controlada pela Participações Morro Vermelho, empresa que reúne as três famílias de acionistas em São Paulo, que são as três filhas, Regina, Renata e Rosana.

## Biografia
Em setembro de 1994, após o falecimento do marido, Dirce se tornou presidente da holding Morro Vermelho, empresa de aviação corporativa do Grupo Camargo Corrêa (atual Mover Participações).
O setor de melhor desempenho do grupo, conforme o relatório financeiro de 2011 foi o de engenharia e construção, que gerou uma receita líquida de R$ 5,16 bilhões (29.8% do faturamento consolidado de R$ 17,3 bilhões em 2011). Entre as suas principais obras estão a Usina Hidrelétrica de Belo Monte (estado do Pará) e a Usina Hidrelétrica de Jirau (estado de Rondônia).
As concessões de energia aparecem em segundo lugar, com 18,8% da receita líquida. A produção de cimento ficou em terceiro lugar, com 16,7%. Desde 2010, o grupo detinha aproximadamente 33% do capital da Cimpor, empresa produtora de cimento, com sede em Portugal e presente em 12 países, com destaque nos mercados emergentes. Em março de 2012, o grupo adquiriu a totalidade do capital da Cimpor através de uma oferta pública.pg.38
 O grupo atua também em outros segmentos, como o de calçados (14,9%), sendo o maior acionista da Alpargatas S.A. desde 2000.
A companhia foi fundada em 1939 por Sebastião Camargo e atualmente é controlada pela Participações Morro Vermelho S.A,pg.29 empresa que reúne as três famílias de acionistas.

## Fortuna
Sua fortuna em 2012 somava US$ 13,1 bilhões.
De acordo com a Bloomberg, Dirce Camargo foi classificada como tendo a maior fortuna do Brasil em 2012 e 2013 e a 62ª maior fortuna mundial em 2013. Já na classificação da revista Forbes, ficou em 87º.
Em 2013, as três filhas herdeiras foram classificadas em 15º, 16º e 17º lugar na lista dos mais ricos do país. A fortuna individual de cada uma somava R$ 7,46 bilhões.

## Morte
Dirce Camargo morreu aos 100 anos em sua casa, em São Paulo.